# الصفا (موريتانيا)
الصفا هي بلدة وبلدية زراعية ريفية في ولاية الحوض الغربي في موريتانيا، بلغ عدد سكانها عام 2013 حوالي 13,864 نسمة. تقع على الجنوب الشرقي من مقاطعة تامشكط حوالي 10 كلم وهي تعتبر في الحدود الشمالية لسهول ومرتفعات أفله